# COBIT
COBIT (Control Objectives for Information and related Technology) – zbiór dobrych praktyk i wskazówek z zakresu zarządzania procesami IT, opracowanych przez ISACA oraz IT Governance Institute, które mogą być wykorzystywane w szczególności przez audytorów systemów informatycznych.
COBIT 4.1 opisuje 34 wysokopoziomowe procesy, które obejmują 210 celów kontrolnych pogrupowanych w czterech domenach:
- planowanie i organizacja (Planning and Organization),
- nabywanie i wdrażanie (Acquisition and Implementation),
- dostarczanie i wsparcie (Delivery and Support),
- monitorowanie i ocena (Monitoring and Evaluation).

## Historia edycji
COBIT miał następujące edycje:
- 1996 rok, wydanie pierwszej edycji COBIT.
- 1998 rok, drugie wydanie, dodano „Wytyczne zarządzania”.
- 2000 rok, wydanie trzecie.
  - W 2003 r., dostępna wersja on-line.
- grudzień 2005 r., wydanie czwartej edycji.
  - maj 2007 r., wydanie wersji 4.1.
- kwiecień 2012 rok, wydanie piąte[2].

## Zastosowanie standardu
COBIT został wskazany w Rekomendacji D, dotyczącej zarządzania ryzykami towarzyszącymi systemom informatycznym i telekomunikacyjnym używanym przez banki, wydanej przez Komisję Nadzoru Finansowego, jako jeden z uznanych standardów międzynarodowych, dotyczących badania i oceny bezpieczeństwa informacji w systemach informatycznych.